# 魚雷ガール
魚雷ガール（ぎょらいガール）は、澤井啓夫の漫画『ボボボーボ・ボーボボ』『真説ボボボーボ・ボーボボ』に登場する架空のキャラクター。仮の姿である男のOVER（オーバー）についても本項で詳述する。

## 魚雷ガール
声 - 西川宏美（TVアニメ版） / 村岡宏美（PS2版特典DVD）
魚雷をモチーフにした謎の生物。28歳。性別は女性。身長三尺三寸。体重1t。足のサイズは秘密。血液型はA型。誕生日は12月4日。射手座。父親は「地雷ダンディ」。
どんなおふざけも封殺する伝説の「ボケ殺し」の唯一の生き残り（ビュティを「ボケ殺しになれる」と評した）でおふざけが死ぬほど大嫌いだが、自らのおふざけを棚上げしボーボボたちと一緒になってはっちゃけることも多い。ボーボボの仲間の中では最強の実力を持っているが（ただし、突撃を封じられると大幅に弱体化するため、突撃を封じる効果を持つ聖鼻毛領域は天敵といえるが、後に聖鼻毛領域でも突撃できるようになったため、実質的に倒す手段の無い無敵キャラクターになった）、気まぐれな性格のため戦闘に参加することは極めて少ない。女教師キャラクターでもあり、時折教師としてボーボボたちを指導する。
実はマルハーゲ四天王（アニメではマルガリータ四天王）のOVERの真の姿で、OVERと同じく極悪斬血真拳の使い手で、9人目の戦士である。ソフトンが大好きである（が、素顔は大嫌いらしい）。実は泳げなくて、水をかけるとジャイアントマッコウ大帝になる（しかしコンバット・ブルース戦では普通に溺れていた）。かつては、破天荒に惚れていて彼の追っかけをしていたこともあるが、過去の男と言い切っている（そればかりかぞんざいな扱いまでしているため、破天荒からは恨まれている）。
趣味はクロスワード（答えが全てギョライの物）。特技は恋愛相談。最近嬉しかったことは新しい恋を見つけたこと。最近一番腹が立ったことはウォータースライダーに突き落とされたこと。尊敬する人はソフトン。将来の夢は自分が出演したCMや武器廃止活動（武器の癖に、武器廃止活動に参加している）を通して、女性に勇気を与えること。自慢できることはソフトンに恋したこと。座右の銘は「ギョライングマイウェイ」。自分を芸能人に例えると藤原紀香。今旅に出るとしたら行きたい場所は「武器廃止!海軍空母でいく魚雷世界一周ツアー」。宝物は愛する人との思い出。最近したい買い物は知り合いのデザイナーの店で冬物の服を沢山買ったこと。
ボーボボ、首領パッチ、天の助からは「魚雷先生」、ソフトンからは「魚雷殿」、破天荒からは「ギョラ公」と呼ばれている。

## 技
魚雷旋風脚
卑怯者に制裁を加える基本蹴り技。
バカ爆弾
ナポレオンのナポリタン
相手にナポリタンを食べさせる。
フォーリング魚雷2003
フォーリング魚雷2004
魚雷崩し
魚雷承

## OVER
声 - 杉田智和（TVアニメ版） / 谷山紀章（GBA版、NGC版ゲーム）
マルハーゲ四天王の一人で、「マルハーゲ四天王最凶の男」と称されるほどの実力の持ち主。血液型はA型。誕生日は12月4日で、第1部時点では25歳。出身地はバルカン半島のどこか。主食は骨付きカルビとレバー。特技は新聞紙で何か作ること。
白髪赤眼・長髪で腕と脚にベルトを巻いている。武器に伝説の金属「オリハルコン」製の巨大な鋏を使っている。鋏による直接攻撃型の極悪斬血真拳の使い手。性格は凶悪で残忍で好戦的。初登場時は、「面汚し」という理由でボーボボに敗れた軍艦とプルプーの毛を狩った。果物の名前をイカすと思っており、奥義名に果物の名前を多く使っている（ザクロやカボスやアボカドなど）。また、天の助が事あるごとに調子に乗ってナメてかかるため、天の助を目の敵にしている（OVER城での戦いの最中、いつの間にか名前を憶えてボーボボや首領パッチを差し置いて名指しで殺すと宣言していた。後述の理由から、魚雷ガールの時でも天の助をひどく扱うこともある）。真の姿は魚雷ガールで、6回怒ると魚雷ガールに戻る。OVERに戻った時には二重人格のように記憶がない。逆に魚雷ガールの方は、OVER時のことは50%覚えている。魚雷ガールが倒されてOVERに戻ったあとは城が崩壊しスズのテレポートによって助けられたもののスズを人質にしたが、ボーボボの鼻毛によって5年2組に落とされた。それ以降は魚雷ガールとOVERとは別キャラクター扱いとなっている。誰に対しても粗暴な態度であるが、同じ四天王のハレクラニだけは親しげな様子を見せるなど、彼を信頼しているような言動をする（魚雷ガールの時はそっけない態度をとる）。
『9極戦士ギャグ融合』では、ボーボボたちのほうに魚雷ガールがいるにもかかわらず、登場しているシーンがある。

## 戦績
VS 地雷ダンディ
勝利
VS 破天荒
勝利
VS 軍艦&プルプー
勝利(OVER時)
VS ボボボーボ・ボーボボ&首領パッチ&ところ天の助
敗北
VS サイバー都市護衛部隊
勝利
VS 詩人
勝利
VS コンバット・ブルース
勝利
VS モーテル&やぎゅう&三千年
勝利
VS  LOVE
勝利
VS  ビビビービ・ビービビ
敗北（正確には魚雷ガールとボーボボと融合した魚雷ガーボが敗北）